# Renault 4CV
O Renault 4CV ou Joaninha(Portugal) foi um automóvel produzido pela construtora francesa Renault.
A sigla CV, que faz parte da denominação desse modelo vem de "cheval fiscale" ou potência fiscal, uma unidade usada para taxar o veículo. Apesar de estar relacionada, entre outros fatores, à potência do motor, a sigla CV nesse caso, não expressa a potência real do motor.

## Histórico
Este carro foi inspirado no Volkswagen Beetle e foi o primeiro carro francês a vender mais de 1 milhão de unidades. Algumas unidades foram exportadas para o Brasil, onde o carro recebeu o bem-humorado apelido de "Rabo Quente", por causa de seu motor traseiro. Na época, o VW Fusca (outro automóvel de motor traseiro) ainda não havia chegado ao país, então, o motor traseiro era considerado uma novidade. Diz-se popularmente que o 4CV poupou o VW Fusca do apelido de Rabo Quente por ter chegado ao Brasil pouco antes desse.
Em Portugal este modelo da Renault ficou e continua a ser conhecido pelo nome de "Joaninha", nome que lhe terá sido atribuído pelo formato da sua carroçaria parecido com o insecto joaninha, à semelhança do que veio a acontecer com o VW Fusca que em Portugal ficou conhecido pelo Carocha.
No lançamento do 4CV, foi apelidado de "La motte de beurre" (o pedaço de manteiga); isto se deve à combinação de seu design e ao fato de que os primeiros modelos eram pintados com a tinta excedente dos veículos do exército alemão do Afrika Korps de Rommel, que eram de cor amarelo-areia. Mais tarde, foi conhecido carinhosamente como o "quatre pattes", "quatro patas". O 4CV foi inicialmente equipado com um motor de 760cc acoplado a uma transmissão manual de três velocidades. Em 1950, o motor de 760 cc foi substituído por um de 747cc, menor litragem do  motor Billancourt, produzindo 17 cv, devido as competições onde para participar, era preciso ficar a baixo de 750cc. .